# Region Bafatá

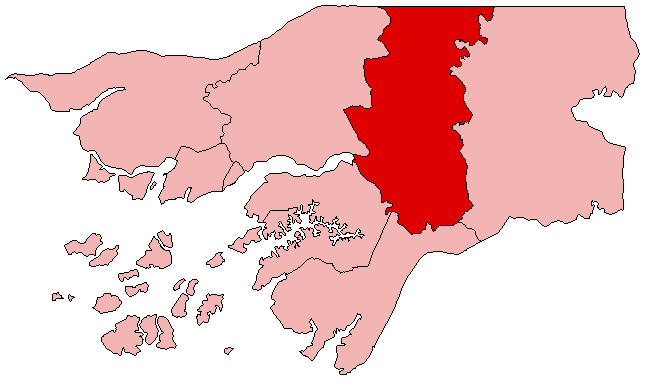
Region Bafatá

Region Bafatá (port. região de Bafatá) - jeden z dziewięciu regionów w Gwinei Bissau, zajmujący centralną część kraju. Stolicą regionu jest Bafata.
Region zajmuje powierzchnię 5 981 km², zamieszkuje go 185 484 mieszkańców.  